# Luis Jesús Fernández Rodríguez
Luis Jesús Fernández Rodríguez  (Soria, 20 de febrero de 1965) es un médico especialista y doctor en psiquiatría español. Es director, por concurso de méritos, del centro asociado de la Universidad Nacional de Educación a Distancia en Tudela (desde 1998), donde también ocupa plaza de profesor-tutor de psicobiología (desde 1995). Además dirige la cátedra de Calidad "Ciudad de Tudela" con sede en este centro asociado.

## Biografía
Nacido en Soria, pasó sus primeros años viviendo con su familia en El Burgo de Osma hasta que, con cuatro años, por motivos laborales la familia se traslada a vivir a Pamplona. Estudió sucesivamente primaria y bachillerato en los colegios de Nuestra Señora del Huerto, La Salle y San Ignacio de la capital navarra. Y finalmente se licenció en medicina en la Universidad de Navarra (1988). Simultaneó la realización de la especialización en Psiquiatría con la tesis doctoral, que presentó en 1996, en la que estudió el resultado del test de TRH en la depresión.

## Trayectoria profesional
Tras realizar su especialidad en psiquiatría, obtuvo plaza de psiquiatra por oposición en el Servicio Navarro de Salud, donde trabajó durante cinco años hasta la obtener la plaza de director del Centro Asociado de la UNED en Tudela y de profesor-tutor del área de Psicobiología. Completó su labor docente con la dirección de varias tesis doctorales, y más de cien cursos de formación clínica e investigadora en salud mental.
Ha desarrollado su labor docente, centrándose en la gestión y dirección de cursos de extensión Universitaria y de distintas ediciones del Máster de Calidad en la Gestión de Centros Universitarios de la UNED o de las Administraciones Públicas de Navarra.
Desde 1998 compaginó su labor docente y directiva, utilizando los modelos de excelencia como herramienta de gestión e innovación. Dirigió en estrecha colaboración con Ángel Minondo, la tarea de progresar en niveles de gestión, derivando en el logro de sellos y certificaciones de calidad. Dichos hitos fueron refrendados y reconocidos por la Universidad Nacional de Educación a Distancia, el Gobierno de Navarra y el Ayuntamiento de Tudela con la creación de la primera cátedra de la UNED ubicada fuera de Madrid —Cátedra de Calidad "Ciudad de Tudela"—, centrada en la gestión de la calidad, y del Centro tecnológico "QInnova".
También ha sido Coordinador de Extensión Universitaria de Campus del Campus Nordeste de la UNED (que comprende Cantabria, País Vasco, Navarra, Rioja, Aragón y Cataluña), del que actualmente es su Coordinador Tecnológico. Preside, además, el comité de certificación de calidad SGIC-CA de la UNED.
A nivel internacional, en el ámbito psiquiátrico, ha investigado con el profesor Germán Berríos, (Catedrático de epistemología psiquiátrica en la Universidad de Cambridge), coordinando un libro con él y siendo miembro de la Cambridge School of Psychopathology. Profesor invitado por la Escuela de Medicina y Ciencias de la Salud del Instituto Tecnológico de Monterrey (México), en octubre de 2023, fue nombrado Profesor Honorario de la Universidad UTE (Ecuador) por el rectorado y la facultad de Ciencias de la Salud “Eugenio Espejo”.
Ha sido también ponente invitado en diferentes foros relacionados con la gestión, tanto europeos, como los relacionados con el Marco Común de Evaluación Europeo (CAF) y organizados por el European Institute of Public Administration (EIPA), (Bulgaria 2018 y Austria 2021), como americanos, (organizados por el Centro Latinoamericano de Administración para el Desarrollo en México, 2019 y Bolivia, 2022), entre otros.

## Premios y reconocimientos
Su gestión como director del Centro Asociado de la UNED de Tudela, orientada en la potenciación de la actividad académica, de la oferta de actividades de Extensión Universitaria, en la implantación de sistemas de calidad en la gestión y en el desarrollo tecnológico de herramientas informáticas innovadoras para la gestión, ha sido reconocida por diferentes premios:
- 2010: Premio IT World Edu. Barcelona.[18]
- 2013: Certificación ANECA a la Cátedra “Ciudad de Tudela”, como entidad certificadora. Madrid.[19]
- 2014: XIV Premio Navarro a la Excelencia Sello de Calidad Europea 500+ (EFQM). Pamplona.[20][21]
- 2017 y 2022: Premio Oro Iberoamericano de Calidad (FUNDIBEQ). Santo Domingo, República Dominicana.[22][23][24]
- 2023: Premio WSIS 2023 (World Summit on the Information Society Prizes, como Campeón categoría AL C4 "Creación de Capacidad". UNESCO. Ginebra.[25][26]

## Obras
Ha publicado como autor o coautor, diecisiete libros, entre los que se encuentran:
- 1999: Aspectos básicos de salud mental en atención primaria. Madrid, Trotta.[27]
- 2012: Las psicosis atípicas o transitorias. Madrid, Universidad Nacional de Educación a Distancia.[28]
- 2022: Castillos de tierra en el Napo. Tudela, Gráficas Larrad - Editorial Abya Yala. Un libro sobre el legado de los misioneros capuchinos a orillas del río Napo.[29][30]